# فلادنیتس ایم رابتال
فلادنیتس ایم رابتال (به آلمانی: Fladnitz im Raabtal) یک منطقهٔ مسکونی در اتریش است که در زودوست‌اشتایرمارک واقع شده‌است. فلادنیتس ایم رابتال ۶٫۳۲ کیلومتر مربع مساحت دارد ۳۱۰ متر بالاتر از سطح دریا واقع شده‌است.